# Christophe Auguin
Vous lisez un « article de qualité » labellisé en 2013.
Pour les articles homonymes, voir Auguin.
Christophe Auguin, né le 10 décembre 1959 à Granville (Manche), est un navigateur français, spécialiste des courses autour du monde en solitaire.
Parallèlement à son activité de professeur de technologie dans un lycée cherbourgeois, Christophe Auguin remporte la Solitaire du Figaro en 1986 et se tourne, à partir de 1989, vers la navigation autour du monde en solitaire. Avec les architectes Jean-Marie Finot et Pascal Conq, il fait construire un voilier de 60 pieds pour le BOC Challenge 1990-1991, qu'il remporte devant Alain Gautier. Devenu un marin connu et reconnu, il défend son titre avec succès en 1995 avant de s'engager victorieusement dans le Vendée Globe 1996-1997 dont il est le grand favori. Il est ainsi le seul marin à avoir remporté trois victoires dans des courses à la voile en solitaire autour du monde.
Désireux de courir en équipage, il lance la Route de l'Or en 1998 et essaie en vain à plusieurs reprises de monter un projet viable pour la Whitbread, tour du monde en escale et en équipage. Il participe à ses dernières courses en 2001 et devient chef d'une petite entreprise, avant de vivre en Terre de Feu. Installé désormais en Uruguay, il s'est reconverti dans l'élevage de bovins et d'ovins.

## Biographie

### Apprentissage
Christophe Auguin naît à Granville, en Normandie, le 10 décembre 1959. Il est le second fils de Paul Auguin, professeur de gymnastique, et de Michèle Auguin. Il découvre la voile enfant sur le Muscadet familial entre Granville et Chausey et court de nombreuses régates en 420. Champion régional à 15 ans, il effectue un stage à l'école nationale de voile de Quiberon, avec Philippe Poupon pour professeur, stage au cours duquel il dit avoir eu la « révélation ». Remarqué par les marins normands, il participe à la Fastnet Race 1979. Au cours de cette course, la flotte connaît une des plus violentes tempêtes jamais enregistrées dans la région – 15 marins disparaissent ; Auguin, âgé de 19 ans, impressionne ses équipiers par son sang-froid et sa maîtrise du voilier dans le mauvais temps. En 1981, Christophe Auguin termine deuxième des championnats du monde de la classe Micro, épreuve réservée aux petites unités.
Titulaire d'un BTS en fabrication mécanique, Auguin enseigne à partir de 1984 la technologie au collège public Raymond-Lecorre d'Equeurdreville-Hainneville, près de Cherbourg. Formé aux courses du RORC, il découvre le plateau Figaro la même année. Comme de nombreux marins de sa génération, il tire son inspiration des récits de Bernard Moitessier et d'Éric Tabarly et se tourne naturellement vers la navigation en solitaire. Pour sa troisième participation, Christophe Auguin remporte la Solitaire du Figaro en 1986 en enlevant l'ultime étape entre La Corogne et Pornic, sur Normerel. Avec l'appui de Gérard Petipas et de Jean-Louis Monneron, président de la Fédération française de voile, cette victoire lui permet d'obtenir le soutien durable du groupe de transport français Sceta – futur Geodis – et ainsi de se consacrer uniquement à la navigation.
En 1987, il fonde l'entreprise Mer et Communication, une société de communication événementielle destinée à faire découvrir le monde de la voile aux entreprises. La même année, il participe avec le Dunkerquois Pascal Leys au championnat de Formule 40, nouvelle classe de multicoques. Ils terminent à la 14e place du classement général. Auguin retrouve le Figaro et son Normerel – devenu Sceta – pour les Solitaires 1988 et 1989.

### Trois victoires autour du monde en solitaire

#### BOC Challenge
Après cinq participations au Figaro, Auguin donne une nouvelle orientation à sa carrière en solitaire en se consacrant à la circumnavigation.

##### Première victoire

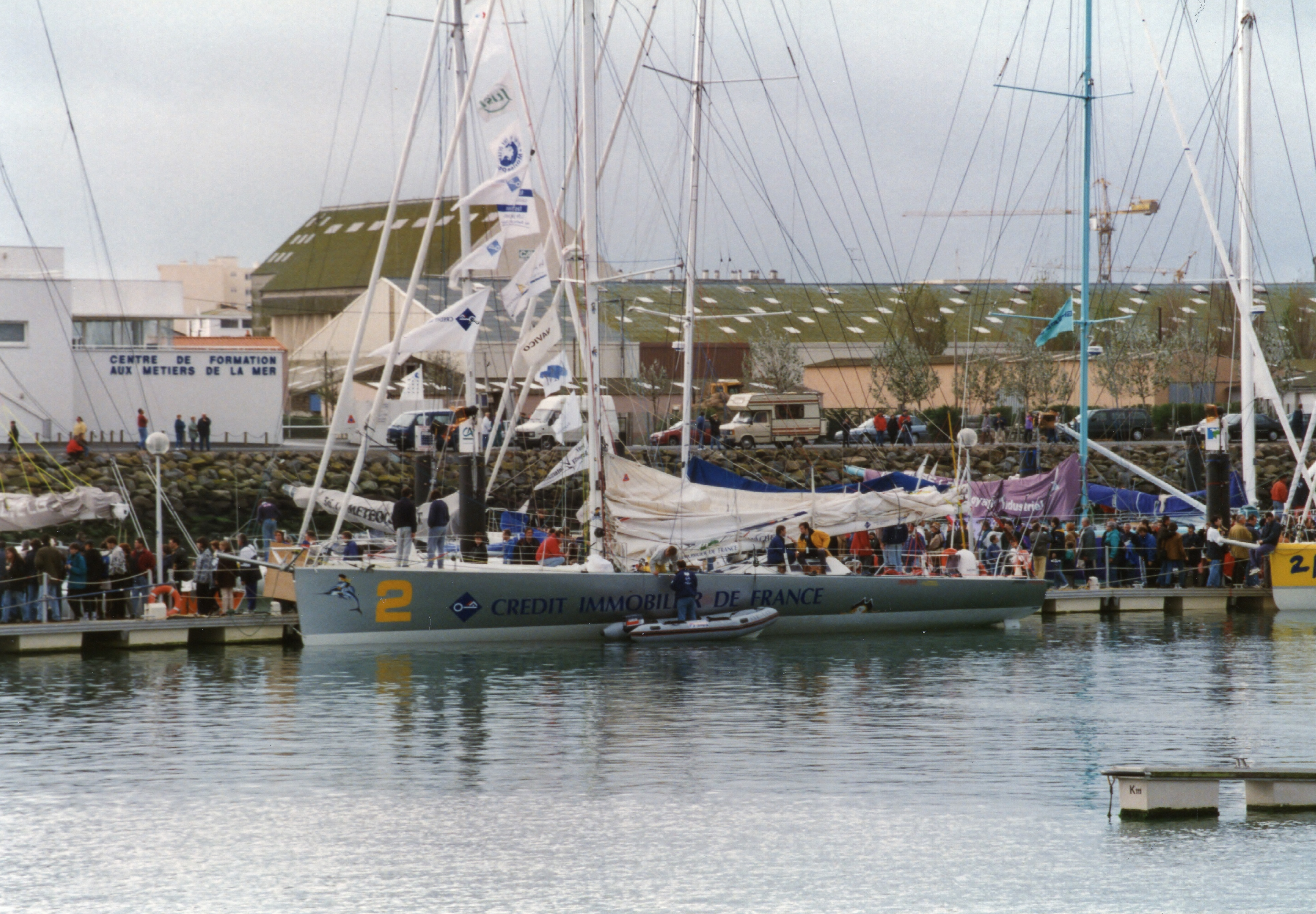
Le 60 pieds Groupe Sceta, ici sous les couleurs de Crédit immobilier de France au départ du Vendée Globe 1996-1997.

Parcours du BOC Challenge 1990-1991.

En 1989, il contacte les architectes navals Jean-Marie Finot et Pascal Conq en vue de la conception d'un 60 pieds Open – monocoque de 18,28 m – pour la troisième édition du BOC Challenge, course en solitaire autour du monde en quatre étapes. Limités par un faible budget, Auguin, Finot et Conq réalisent une version allégée de deux tonnes du Générali-Concorde d'Alain Gautier en utilisant le polyester et la fibre de verre au lieu de l'aluminium et le dotent de deux safrans au lieu d'un seul. Groupe Sceta est construit par le chantier de Marc Pinta à La Rochelle et lancé en juillet 1990.
Le BOC, dont les favoris sont le double vainqueur Philippe Jeantot, le Sud-Africain John Martin ou le Français Alain Gautier, part le 15 septembre 1990 de Newport, sur la côte Est des États-Unis. Les escales sont Le Cap en Afrique-du-Sud, Sydney en Australie et Punta del Este en Uruguay.
Auguin remporte la première étape et termine deuxième des deuxième et troisième étapes. Dans la deuxième étape, il entre en collision à deux reprises avec des baleines, sans gravité. En revanche, dans la troisième étape entre Sydney et Punta del Este, Groupe Sceta heurte, cette fois-ci, un growler qui endommage sa coque et son skipper manque d'être emporté par une vague, le blessant sérieusement. Longtemps aux prises avec Gautier pour la victoire finale, Christophe Auguin fait la différence en s'adjugeant la quatrième et dernière étape, notamment grâce à une nouvelle grand-voile et de meilleurs choix météo. En 120 jours, 22 heures, 36 minutes et 35 secondes, Christophe Auguin et Groupe Sceta établissent le nouveau record de l'épreuve.
Après cette nouvelle victoire en solitaire, il participe à plusieurs régates, parfois en tant qu'équipier comme lors des championnats de monde de match-racing 1991 ou la Mini-Fastnet 1993 avec Pascal Leys, et remporte le Trophée Clairefontaine en 1992 et le championnat de France de X99 en 1993. En 1991, il fonde avec Isabelle Autissier, Alain Gautier, Yves Parlier et Jean-Luc Van Den Heede l'association IMOCA, chargée de coordonner l'action de tous les acteurs de la course au large en monocoque : navigateurs, organisateurs de courses, architectes, constructeurs, etc.

##### Une «nouvelle bombe»

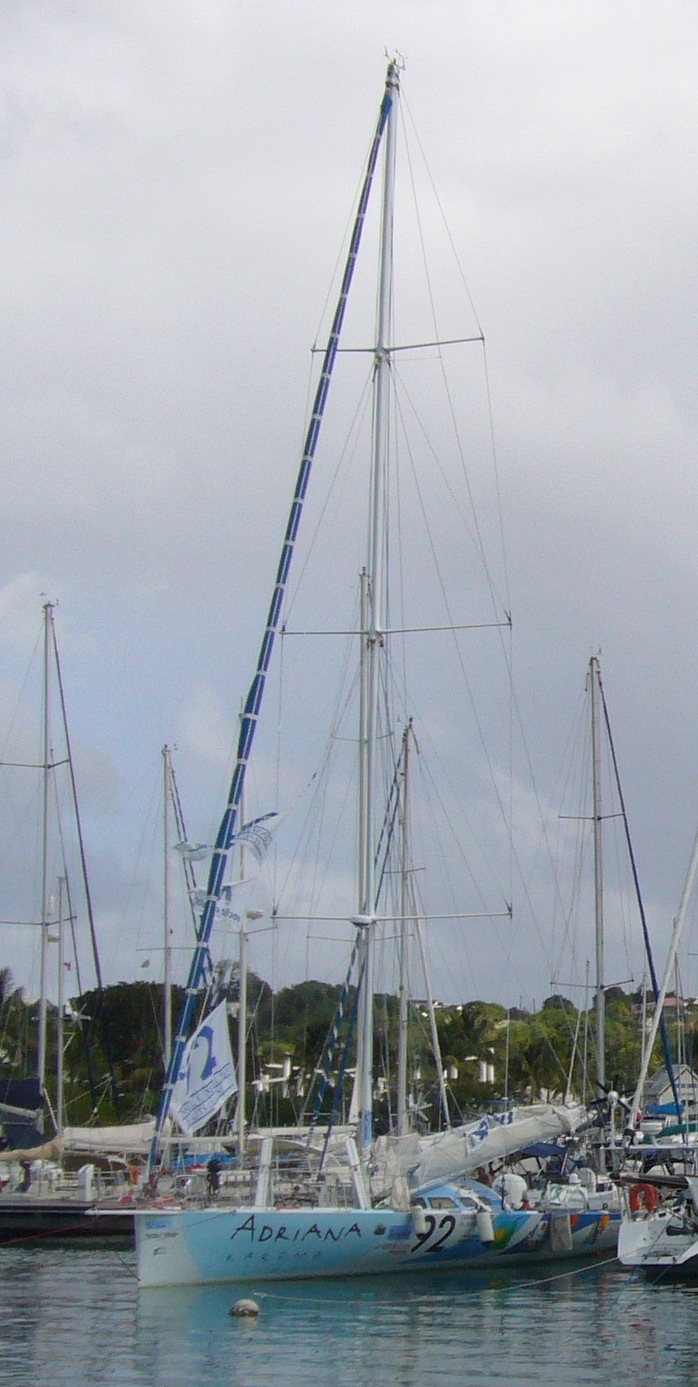
Le 60 pieds construit par Auguin en 1994 a successivement porté le nom de Sceta-Calberson (1994-1996), Geodis (1996-2000), Voila.fr (Bernard Gallay – 2000-2004), UUDS (Hervé Laurent – 2004-2006) et Adriana Karembeu Paris (Philippe Fiston – 2006).

Son grand projet est de participer à la Whitbread 1993, course autour du monde en équipage. Pour cela, il rachète l'Union Bank of Finland du skipper finlandais Ludde Ingvall, un voilier de 23 m, 9e de la précédente Whitbread. Auguin réunit 60 % des 25 millions de francs nécessaires mais ne parvient pas à rassembler l'intégralité de la somme, malgré le soutien de Sceta-Calberson. Le Granvillais — désormais résident à  Pleudihen-sur-Rance — se prépare alors pour un nouveau BOC Challenge, dont le départ a lieu en septembre 1994. Dans ce sens, Sceta-Calberson lui fournit un budget de deux millions de francs par an sur quatre ans.
Il vend Groupe Sceta à l'Aquitain Yves Parlier et, avec le duo Finot-Conq, il met au point pendant deux ans un nouveau 60 pieds en carbone et en nomex afin de gagner en légèreté tout en permettant de porter 15 % de voile en plus par rapport à Groupe Sceta. Alors que le déplacement officiel annoncé est de 9,5 tonnes, le nouveau Sceta-Calberson ne pèse en réalité que 7 tonnes. Les pilotes automatiques Autohelm sont contrôlés depuis la table à cartes par un joystick. La construction est confiée au chantier cherbourgeois JMV Industries, qui lance Sceta-Calberson en juin 1994.
Avec sa carène radicale, sa légèreté et ses équipements, le sloop est considéré par la presse française — le magazine Bateaux titre « La nouvelle bombe d'Auguin » — et internationale comme le monocoque océanique le plus performant de sa génération, avec un potentiel supérieur de 3 à 6 % sur ses concurrents. Auguin estime que Sceta-Calberson lui permet de parcourir aux allures portantes — les plus fréquentes sur un tour du monde d'ouest en est — 20 à 30 milles de plus quotidiennement que les autres voiliers engagés dans le BOC.

##### Le doublé
Christophe Auguin prépare son second BOC plus intensément que le premier ; il a notamment recours aux conseils du météorologue et routeur Jean-Yves Bernot. Alors qu'il connaît encore peu son bateau, Auguin surprend en décidant de prendre trois semaines de vacances dans l'Idaho, ne rentrant que quelques jours avant le départ du BOC Challenge, le 18 septembre 1994. Le départ et l'arrivée sont désormais fixés à Charleston, sur la côte Est des États-Unis, mais les escales restent Le Cap, Sydney et Punta del Este.
Lors de la première étape, connaissant mal son voilier, Christophe Auguin se fait surprendre par les choix météo judicieux d'Isabelle Autissier et arrive troisième au Cap avec plus de six jours de retard sur la navigatrice française,. Privé d'électronique jusqu'au Cap, il a dû barrer plus de vingt heures par jour dans les dernières semaines. Dans la deuxième étape, il prend la pleine mesure de la puissance de son 60 pieds, battant le record de la distance parcourue en solitaire en 24 heures avec 349,7 puis 350,9 milles franchis entre le 13 et le 14 décembre. Malgré de fortes tempêtes qui le font chavirer à deux reprises, il rallie Sydney en vainqueur en moins de 25 jours, battant le record de l'étape de plus d'une journée. Dans la troisième étape, il perd son radar dans une zone où des icebergs ont été vus et met le cap plein nord, vers une route plus sûre, « si toutefois une route plus sûre existe ». Le 20 février 1995, Auguin double le premier le cap Horn, avec 360 milles d'avance sur Jean-Luc Van Den Heede. Il arrive à Punta del Este une semaine plus tard, battant le record de l'étape de trente-cinq heures.

Parcours du BOC Challenge 1994-1995.

Vainqueur de trois étapes sur quatre, il est accueilli triomphalement à Charleston le 27 avril 1995, après un tour du monde en 121 jours, 17 heures, 11 minutes et 46 secondes, marqué par la disparition en mer du Britannique Harry Mitchell lors de la troisième étape. Il devance son dauphin Steve Pettengill de près de sept jours. Pour cette nouvelle victoire sur le BOC, Auguin est récompensé par le trophée « Aile noire » de l'Union nationale pour la course au large et est nommé parmi les marins de l'année ISAF. Nouvelle preuve que son Sceta-Calberson est l'un des monocoques les plus rapides, il bat le record de la distance parcourue en monocoque en équipage, franchissant sur le retour des États-Unis 447,5 milles entre le 13 et le 14 juin 1995, soit une moyenne de 18,64 nœuds.

#### Vendée Globe

##### Préparation

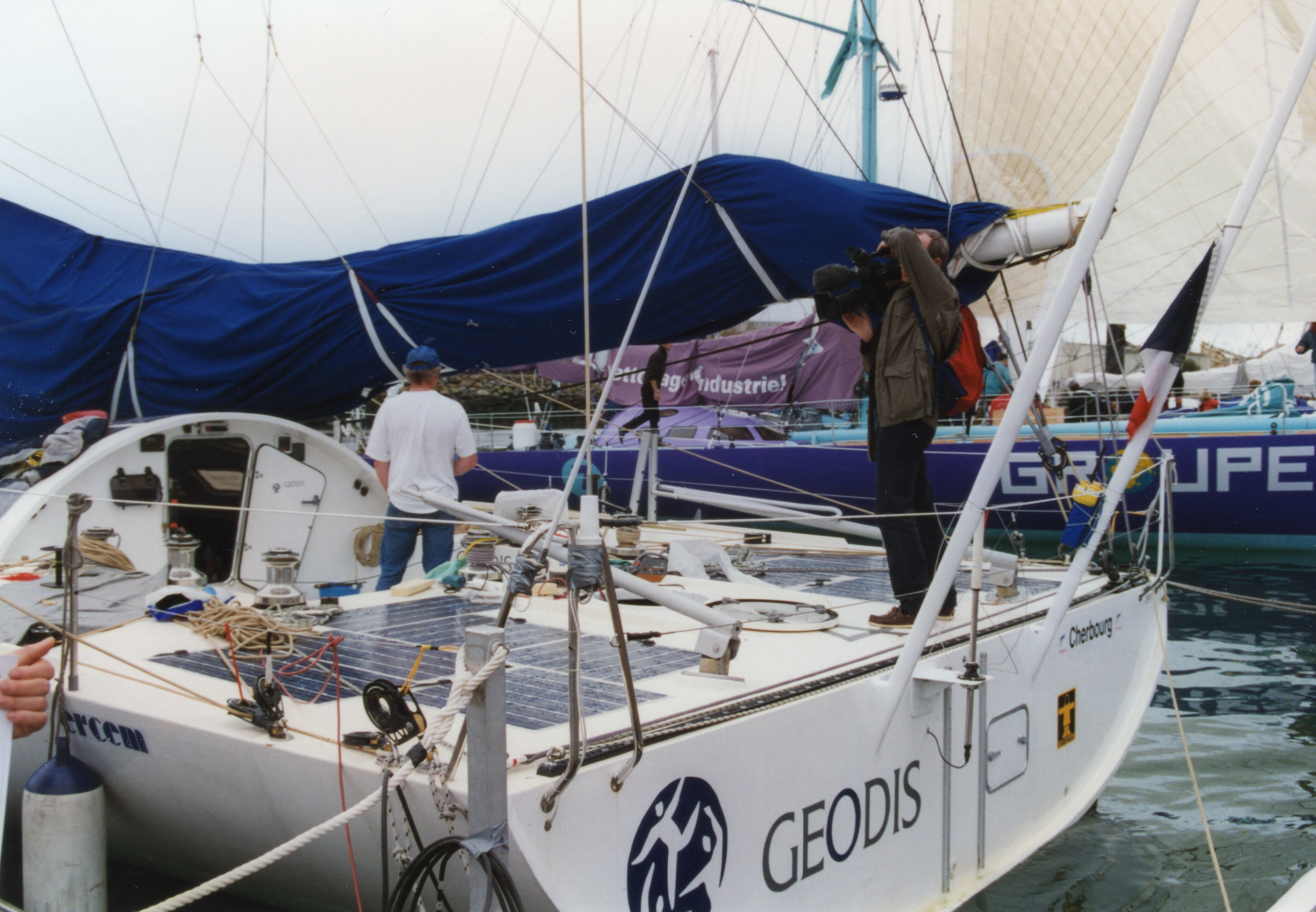
Cockpit de Geodis au départ du Vendée Globe 1996-1997.

Dès son arrivée victorieuse à Charleston, Christophe Auguin annonce sa participation au Vendée Globe 1996-1997, autre course autour du monde en solitaire mais sans escale ni assistance. À la différence du BOC, qu'Auguin affectionne particulièrement, le marin n'aime pas le Vendée Globe et a longtemps refusé de le courir. Cette course lui fait peur, en raison du double isolement extrême qu'elle induit : l'isolement géographique qui peut résulter d'une dispersion de la flotte, là où les escales du BOC la conservent relativement groupée, et l'isolement psychologique dû aux trois mois passés absolument seul.
Au début de l'année 1996, Geodis — nouveau nom de Sceta-Calberson après la constitution de la holding Geodis — est mis en chantier chez JMV pour une mise à niveau, en fonction des progrès techniques et des expériences d'Auguin acquises dans le dernier BOC. Le plan de voilure voit le remplacement des spis par des gennakers, plus simples à manœuvrer seul. Cela entraîne des modifications dans l'accastillage du pont et la fixation du bout-dehors. Mais la principale évolution est la mise en place d'une quille pivotante, innovation de Pascal Conq dont Geodis est le premier 60 pieds à profiter avec le PRB d'Isabelle Autissier. Qualifié d'« arme absolue », Geodis atteint la vitesse de 27 nœuds à Cherbourg. Il travaille ensuite pendant plusieurs mois avec Christian Britt,  Marc Lefèvre, ses préparateurs, à l'optimiser. Ils prévoient ainsi la logistique pour une course de cent jours, avec des rations de survie pour cinquante jours supplémentaires. En plus des habituels télex, VHF et BLU, Geodis est équipé d'un téléphone satellite Inmarsat M et d'un standard de messagerie C. Pour calculer sa route, Auguin utilise le logiciel de routage météorologique MaxSea, qui analyse les données reçues de Météo-France. Il fait également appel à des spécialistes du sommeil pour établir un programme de gestion du sommeil pendant la course. Ainsi, chaque période de vingt-quatre heures comporte six à sept heures de sommeil, réparties en siestes longues d'une demi-heure à une heure et demie.
Avec ses deux tours du monde remportés et un voilier qui a démontré sa fiabilité et ses capacités, Christophe Auguin est le grand favori de la course, avec Isabelle Autissier, Yves Parlier et Gerry Roufs. Il arrive aux Sables d'Olonne une dizaine de jours avant le départ, le 3 novembre 1996, parfaitement serein et détendu selon les observateurs,. En réalité, il passe la plupart de ses soirées dans les bars des Sables avec Gerry Roufs, à parler de ce qui les attend pour tromper l'angoisse ; selon ses termes, il se « prépare à mourir », « la peur au ventre ». Avec Autissier et Thierry Dubois, il se fait l'avocat des coureurs auprès de l'organisation de la course pour mettre l'accent sur la sécurité, notamment en ce qui concerne la diffusion gratuite de bulletins météo quotidiens et le recours au médecin de la course Jean-Yves Chauve, ce que refuse l'organisateur du Vendée Globe Philippe Jeantot. Le conflit avec Jeantot s'envenime au point que les coureurs menacent de ne pas partir, avant qu'un compromis soit trouvé.

##### Une victoire maîtrisée

Parcours du Vendée Globe.

Après le départ le 3 novembre, Christophe Auguin effectue une traversée du golfe de Gascogne prudente. Il choisit une option loin des côtes portugaises, avec le leader Hervé Laurent. Dans le petit groupe des cinq premiers, Auguin poursuit calmement sa route, soignant ses réglages, préservant son bateau avant les fortes mers du Grand Sud. Cependant, après qu'Yves Parlier a pris la tête à la faveur des alizés, il regrette ce choix qui l'a conduit à compter 120 milles de retard sur Aquitaine Innovations aux Canaries,. Après un rapide passage du Pot au noir et de l'équateur, il refait peu à peu ce retard sur Parlier et Autissier qui mènent la flotte. Tous trois profitent de conditions particulièrement favorables dans l'Atlantique Sud pour distancer leurs poursuivants, conduits par Gerry Roufs.
Le 27 novembre, Auguin prend la tête à Isabelle Autissier, dans le sud-ouest du cap de Bonne-Espérance, à la faveur d'un empannage. Le 1er décembre, Geodis passe Bonne-Espérance et entre dans le Grand Sud et ses difficultés : trois jours plus tard, il est retourné par des vents soufflant à plus de 50 nœuds et il faut plusieurs minutes à Auguin avant de parvenir à le redresser,. Après les casses successives de safrans sur Aquitaine Innovations et PRB pendant la première semaine de décembre, Auguin bénéficie d'une avance confortable de 540 milles sur Roufs. Fidèle à sa philosophie d'aller vite pour sortir du Grand Sud rapidement, il augmente son avance sur Roufs jour après jour. Le 14 décembre, il double le cap Leeuwin en battant à deux reprises son record de distance en solitaire, en parcourant 374 milles en 24 heures. Ces moyennes élevées lui permettent de déterminer sa route en fonction de celles des dépressions de manière à éviter les zones dangereuses tout en progressant rapidement vers le cap Horn, qu'il voit comme la « sortie de l'enfer ». Peu avant la mi-course, Geodis chavire une seconde fois, sans autre conséquence que la perte de la chaussure gauche de son skipper.
Le 7 janvier 1998, la balise de Gerry Roufs cesse d'émettre et le Canadien reste silencieux. Auguin refuse longtemps de croire à autre chose qu'une panne électrique à bord de Groupe LG 2, certain qu'on le verrait franchir le cap Horn quelques jours après lui,, ce qui n'arrivera jamais. Lui-même double l'extrémité méridionale du continent américain le 9 janvier, soulagé, après un gros mois passé dans le Sud. Il y retrouve son épouse Véronique, venue le saluer sur un navire chilien. À moins d'une avarie sérieuse, sa victoire est assurée ; il bénéficie alors d'une avance de près de 1 500 milles sur Marc Thiercelin et Hervé Laurent. Jusqu'au cap Horn, le record des cent jours est atteignable mais Geodis rencontre dès les Malouines une vaste zone sans vent suivie de vents contraires, puis à nouveau du calme entre le Cap-Vert et les Açores et des vents contraires ensuite. La ligne d'arrivée au Sables d'Olonne est finalement coupée au matin du 17 février, après 105 jours, 20 heures, 31 minutes et 23 secondes de mer ; le précédent record de Titouan Lamazou est battu de quatre jours. Il précède de sept jours et demi ses poursuivants Marc Thiercelin — dont le Crédit immobilier de France n'est autre que l'ancien Groupe Sceta — et Hervé Laurent. C'est à ce jour le plus important écart entre un vainqueur et son dauphin,.

##### Conséquences
Marin exceptionnel, Christophe Auguin est le seul à avoir remporté trois victoires dans des courses à la voile en solitaire autour du monde,. La mesure de son exploit est injustement éclipsée, selon des marins comme Olivier de Kersauson, par les polémiques nées des chavirages qu'a connus la course. Le 30 mars 1997, il est fait chevalier de la Légion d'honneur. Il est une nouvelle fois nommé pour le prix ISAF du marin de l'année.
Lassé de la course en solitaire dont il estime avoir fait le tour, Christophe Auguin annonce avant même le départ du Vendée Globe qu'il s'agit de sa dernière. À son arrivée, il affirme qu'il a « suffisamment tenté le diable. [Ses] dents se sont usées à force de les serrer et [ses] cheveux blancs se multiplient à chaque tour du monde. Alors [il] préfère arrêter avant de devenir chauve et édenté. » Selon lui, « on ne sort pas indemne d'une telle aventure » et il revient fortement marqué psychologiquement par l'épreuve. Ses proches et lui reconnaissent qu'il a changé et que quelque chose s'est cassé en lui,. Affecté par la disparition de son ami Gerry Roufs et responsabilisé par la naissance de son fils Erwan en 1995,, il désire se tourner désormais vers la course en équipage et s'attache à optimiser la sécurité des 60 pieds par le biais de l'IMOCA, dont il est le président,.

### Retrait
Christophe Auguin crée avec Isabelle Autissier la Route de l'Or, une nouvelle course en équipage reliant New York à San Francisco, reprenant la route des clippers pendant la ruée vers l'or. Christophe Auguin sur Geodis, Isabelle Autissier sur PRB et Yves Parlier sur Aquitaine Innovations quittent New York le 17 janvier 1998. À bord de Geodis, Christophe Auguin choisit de faire appel à ses proches : son frère Stéphane, son préparateur Yves Lebouvier, Marc Fontaine et Jacques Caraës. Auguin part décontracté et sans pression, laissant ses concurrents s'échapper dès la sortie de New York. Distancés pendant une partie de la descente de l'Atlantique Sud, Geodis et son équipage reviennent peu à peu sur Aquitaine Innovations et PRB et franchissent le cap Horn le 17 février, une demi-journée après Autissier et trois jours après Parlier. Bénéficiant d'un système météorologique d'avance, celui-ci remporte la course en 57 jours, cinq jours avant Autissier et une semaine avant Auguin, qui termine le parcours en 64 jours, 11 heures et 54 minutes. Le 7 juillet, il bat le record de la traversée de l'Atlantique Nord en 9 jours, 22 heures et 59 minutes – soit près de deux jours sur le temps de Ludde Ingvall – mais le record n'est pas homologué en raison d'un manque de respect des procédures. Son contrat avec Geodis étant échu, Christophe Auguin tente une nouvelle fois, en vain, de monter un projet avec Isabelle Autissier pour la Whitbread 2002, alors rebaptisée Volvo Ocean Race.
Pendant l'été 2001, Auguin effectue un bref retour à la compétition. Il court les deux premières étapes de l'EDS Atlantic Challenge à bord du Gartmore du Britannique Josh Hall puis, pour sa dernière course, il participe une troisième fois au Trophée Clairefontaine et termine sixième. Au début de l'année 2002, Christophe Auguin quitte la présidence de l'IMOCA et fonde la petite entreprise Stabmast, en association avec Jean-Marie Finot. Basée à Avranches, Stabmast se spécialise dans la création et la fabrication de mâts en carbone mais la société ferme pour dépôt de bilan en mai 2005.
La fermeture de Stabmast – nouvelle épreuve après la mort de son second fils de six mois dans un accident de la route près de Caen en février 1999 – le conduit à quitter l'Europe et changer de vie en s'installant à Ushuaïa, en Terre de Feu, où il navigue dans les canaux de Patagonie et les eaux australes. Jusqu'en 2011, il propose à des clients de découvrir la région, le cap Horn, les Malouines et l'Antarctique à bord de son voilier, un Cigale 16 dessiné par Finot. Depuis, il vit retiré de la vie publique avec sa compagne, la photographe Bénédicte Dupin, en Uruguay, où il s'est reconverti en éleveur de bovins et ovins altermondialiste, « un mode de vie différent, sans la pression du temps et de l'argent ». Ses apparitions publiques sont extrêmement rares : le 25 mars 2011, il fait une visite surprise aux coureurs de la Velux 5 Oceans – nom actuel du BOC Challenge – en escale à Punta del Este, ; le 16 septembre 2013, il se rend aux Sables-d'Olonne pour déposer ses empreintes, comme les autres vainqueurs du Vendée Globe, sur la jetée du port. En juillet 2018, il participe au Tour des ports de la Manche.

## Palmarès

### Principaux résultats
- 1981 : vice-champion du monde de Micro Cup[5]
- 1984 : neuvième de la Solitaire du Figaro, sur Oplite[128]
- 1985 : cinquième de la Solitaire du Figaro, sur Oplite[128]
- 1986 : vainqueur de la Solitaire du Figaro, sur Normerel[9]
  - vainqueur des deuxième et troisième étapes
- 1988 : abandon dans la Solitaire du Figaro, sur Sceta[128] (démâtage)
- 1989 : cinquième de la Solitaire du Figaro, sur Sceta[128]
- 1990-1991 : vainqueur du BOC Challenge, sur Groupe Sceta[19]
  - vainqueur des première et quatrième étapes
- 1992 : vainqueur du trophée Clairefontaine des Champions[21]
- 1993 : champion de France de X99[22]
- 1993 : deuxième de la Mini-Fastnet avec Pascal Leys, sur Lange Assurances[20]
- 1994-1995 : vainqueur du BOC Challenge, sur Secta-Calberson[19]
  - vainqueur des deuxième, troisième et quatrième étapes
- 1995 : troisième du Trophée Clairefontaine[129]
- 1996-1997 : vainqueur du Vendée Globe, sur Geodis[130]
- 1998 : troisième de la Route de l'Or, sur Geodis[131]
- 2001 : sixième du Trophée Clairefontaine[119]

### Records
- Tour du monde en solitaire avec escales :
  - 1990-1991 : 120 jours, 22 heures, 36 minutes et 35 secondes sur Groupe Sceta lors du BOC Challenge[19].
- Tour du monde en solitaire, sans assistance et sans escale :
  - 1996-1997 : 105 jours, 20 heures, 31 minutes et 23 secondes, sur Geodis lors du Vendée Globe[132].
- Distance parcourue en solitaire en monocoque en 24 heures :
  - 1994 : 350,9 milles, sur Secta-Calberson lors du BOC Challenge[37] ;
  - 1996 : 374 milles, sur Geodis lors du Vendée Globe[80].
- Distance parcourue en équipage en monocoque en 24 heures :
  - 1995 : 447,5 milles, sur Secta-Calberson lors du retour du BOC Challenge[46].
- Traversée de l'Atlantique New York-Cap Lizard en équipage en monocoque :
  - 1998 : 9 jours, 22 heures et 59 minutes, sur Geodis lors du retour de la Route de l'Or[114] (non homologué[115]).

## Publication
- Christophe Auguin, 105 jours en solitaire, Paris, Éditions Denoël, 1997, 187 p. (ISBN 978-2-207-24605-4)